# Evangelistsymboler
Evangelistsymboler kallas de väsen i den kristna konsten som representerar de fyra evangelisterna: Matteus, Markus, Lukas och Johannes.
Dessa symboler är ofta bevingade och har sin respektive betydelse:
- Matteus – Ängel eller människa, symbol för den heliga inkarnationen
- Markus – Lejon, symbol för kunglig makt
- Lukas – Tjur eller Oxe, symbol för bön och offer
- Johannes – Örn, symbol för inspirationen av den Helige Ande

Dessa fyra väsen är hämtade ur Johannes uppenbarelse 4:7, där de omger Lammets tron. De återgår i sin tur på beskrivningen av Guds tron i Hesekiel 1:10, där de dock alla fyra är fyrgestaltade.

## Bibelverserna
Uppenbarelseboken kapitel 4 vers 7 beskriver fyra bevingade varleser:
Den första varelsen liknade ett lejon, den andra en ungtjur, den tredje hade ett ansikte som en människa, och den fjärde liknade en flygande örn.
I Hesekiels bok kapitel 1 vers 10 beskrivs också bevingade varelser:
Så såg deras ansikten ut: de hade ett människoansikte, och alla fyra hade ett lejonansikte till höger och alla fyra ett tjuransikte till vänster och alla fyra ett örnansikte.
Den första som kopplade bibelverserna till evangelisterna var  Irenaeus av Lyon.[källa behövs]

## Koppling till evangelisterna
Den bevingade människan, eller ängeln, förknippas med Matteus för att det evangeliet tidigt beskriver hur Josef får en uppenbarelse av en ängel som berättar om Marias bebådelse. 
Markus inleder sitt evangelium med berättelser om Johannes Döparen i öknen och lejon var förknippade med öknen.
Tidigt i Lukas evangelium besöker Josef och Maria Jerusalems tempel där tjurar offras.
Johannes beskriver hur Jesus kom till jorden med himmelen som utgångspunkt och förknippas med örnen.

## Användning
Symbolerna används i kyrkokonsten tillsammans med avbildningar av evangelisterna eller som separata gestaltningar för evangelisterna. Genomgående avbildas Matteus, Markus och Lukas som gamla män som sitter inomhus och skriver, medan Johannes avbildas som en ung man som sitter utomhus.
Symbolerna motsvarar i viss mån helgonens attribut.

## Galleri

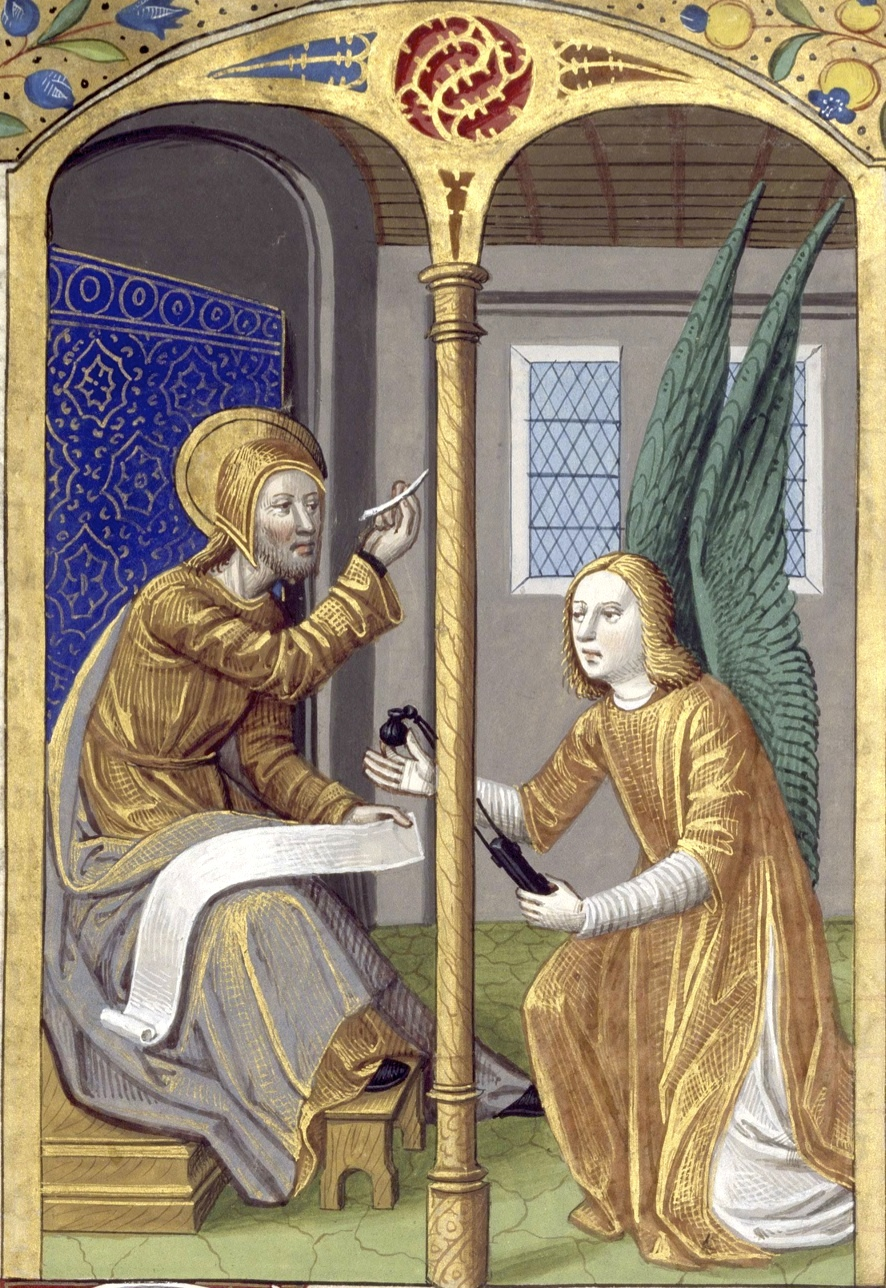
Matteus – bevingad människa
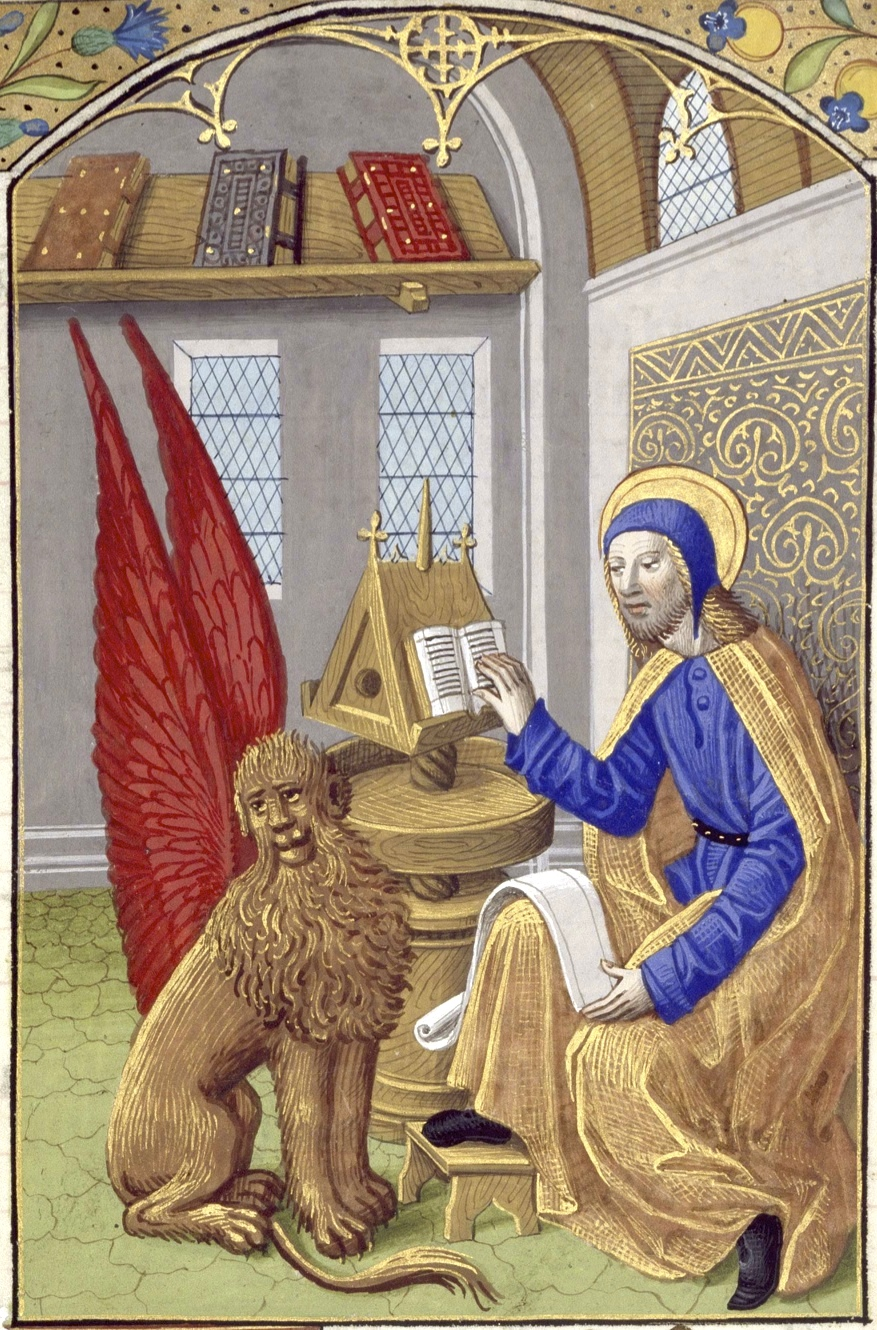
Markus – lejon
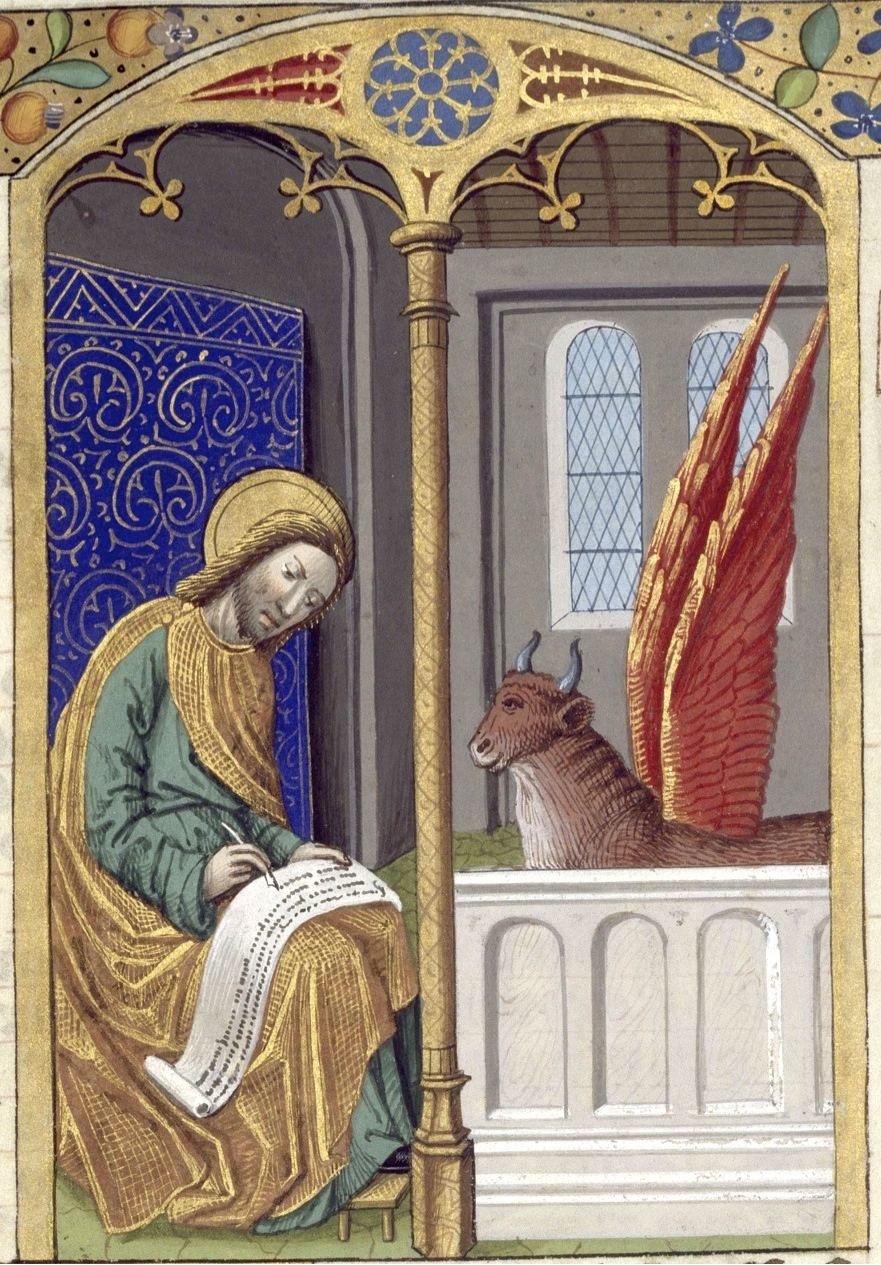
Lukas – oxe
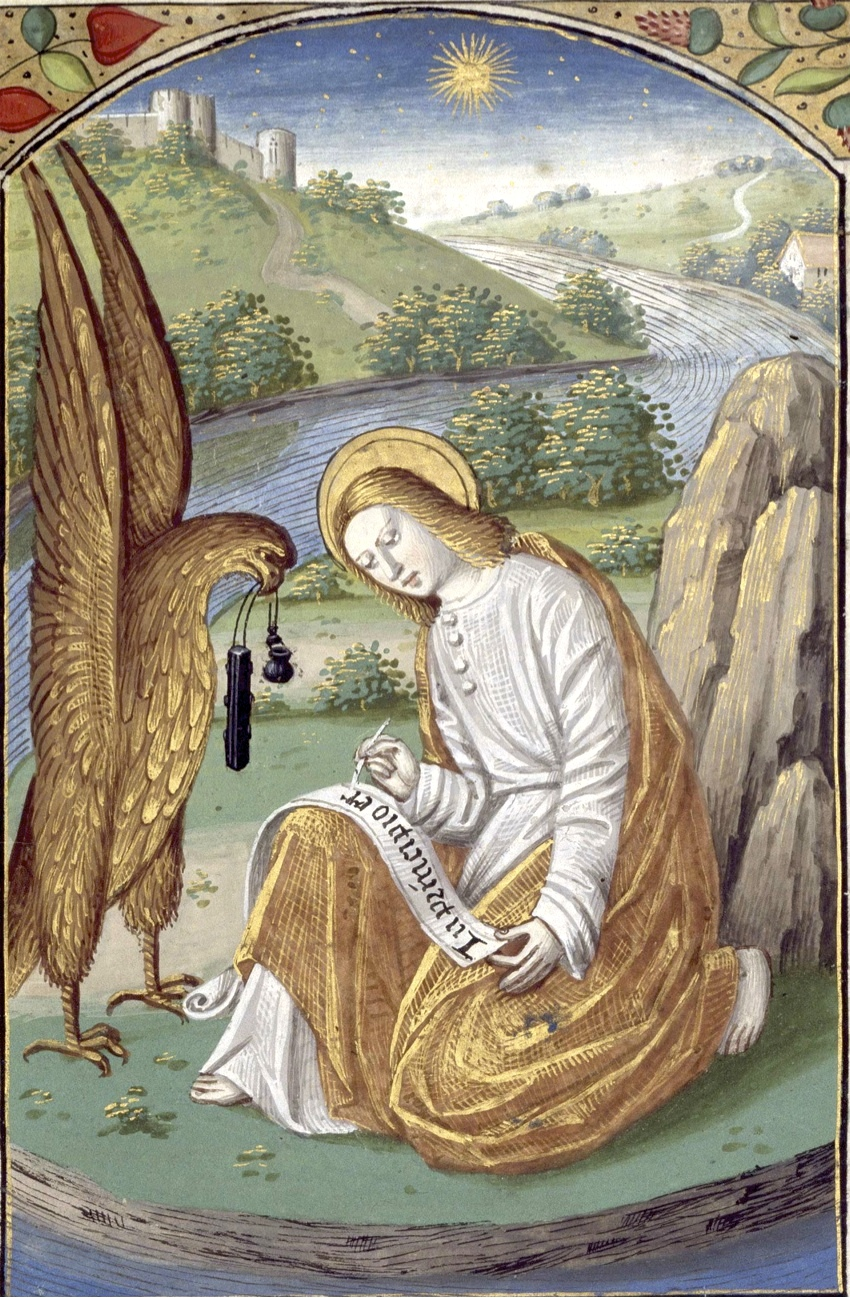
Johannes – örn